# Поуп (Міссісіпі)
Поуп (англ. Pope) — селище (англ. village) в США, в окрузі Пенола штату Міссісіпі. Населення — 268 осіб (2020).

## Географія
Поуп розташований за координатами 34°12′52″ пн. ш. 89°56′54″ зх. д. / 34.21444° пн. ш. 89.94833° зх. д. (34.214420, -89.948205).  За даними Бюро перепису населення США в 2010 році селище мало площу 2,74 км², уся площа — суходіл.

## Демографія
Згідно з переписом 2010 року, у селищі мешкало 215 осіб у 80 домогосподарствах у складі 59 родин. Густота населення становила 78 осіб/км².  Було 92 помешкання (34/км²).
Расовий склад населення:
| - 86,5 % — білих - 11,6 % — чорних або афроамериканців - 0,5 % — азіатів |

До двох чи більше рас належало 0,5 %. Частка іспаномовних становила 0,9 % від усіх жителів.
За віковим діапазоном населення розподілялося таким чином: 27,0 % — особи молодші 18 років, 59,0 % — особи у віці 18—64 років, 14,0 % — особи у віці 65 років та старші. Медіана віку мешканця становила 38,8 року. На 100 осіб жіночої статі у селищі припадало 87,0 чоловіків;  на 100 жінок у віці від 18 років та старших — 89,2 чоловіків також старших 18 років.
Середній дохід на одне домашнє господарство  становив 39 852 долари США (медіана — 40 536), а середній дохід на одну сім'ю — 43 430 доларів (медіана — 41 786). За межею бідності перебувало 20,3 % осіб, у тому числі 24,3 % дітей у віці до 18 років та 22,5 % осіб у віці 65 років та старших.
Цивільне працевлаштоване населення становило 85 осіб. Основні галузі зайнятості: освіта, охорона здоров'я та соціальна допомога — 28,2 %, оптова торгівля — 14,1 %, роздрібна торгівля — 14,1 %.